# Verdrag van de Ebro
Het Verdrag van de Ebro was een verdrag uit 226 v. Chr. tussen Hasdrubal de Schone van Carthago en de Romeinse Republiek, dat de rivier Ebro op het Iberisch Schiereiland vastlegde als grens tussen beide rijken. Het verdrag verbood Carthago uit te breiden ten noorden van de rivier, zolang dat Rome dat ook niet deed ten zuiden ervan. De exacte datum van het verdrag is niet gekend, maar na 226 werd de stad Saguntum in de Carthaagse invloedssfeer een bondgenoot van Rome. Na een korte zitting van de Carthaagse senaat, belegerde Hannibal de stad acht maanden lang. De Romeinse Senaat stuurde een delegatie om te onderhandelen met Hannibal en de Carthaagse senaat. Rome eiste de uitlevering van Hannibal wegens het aanvallen van een Romeinse bondgenoot, maar de Carthaagse senaat weigerde. Carthago stelde dat Saguntum de oorlog zelf had uitgelokt en dat de interventie legitiem was. Rome slaagde er niet in de val van Saguntum in 219 v.Chr. te verhinderen, maar zond een nieuwe delegatie naar Carthago. Volgens Titus Livius had die enkel als doel om officieel de oorlog te verklaren en een nieuwe Punische oorlog te starten. Ook werd opnieuw de uitlevering van Hannibal geëist. Carthago weigerde dat en verwierp ook het Verdrag van de Ebro, omdat de Vrede van Lutatius, die een einde maakte aan de Eerste Punische Oorlog, niet geratificeerd was door het Romeinse volk en dus ook niet geldig was. De Romeinen verwierpen het argument en door het uitblijven van een akkoord begon in 218 v.Chr. de Tweede Punische Oorlog.